# Letak
Letak je vrsta drobnega tiska priložnostne narave. Razširja se s trosenjem ali izročanjem. Kot poseben list je lahko  priložen časopisom. Letaku sorodna oblika razširjanja informacij je plakat, ki je nalepljen in običajno večjega formata.

## Zgodovina in razvoj
Letak spada med zgodnje oblike pisne komunikacije, avtorji so bili večinoma anonimni. V 15. stoletju so nastajali zaradi komercialnih pobud, medtem ko danes iz političnih. Komercialni letaki so bili t. i. "slikovni časopis" poznega srednjega veka. Prvi letaki niso bili poceni, saj je bil izvod vreden 1 do 5 ur obrtnikovega dela. 
Ime "leteči tisk" ali "leteči list" je dobila ta oblika drobnega tiska v 18. stoletju. Ker je bila večina prebivalstva nepismena, so bile pomemben element letaka ilustracije. Zavzemale so eno tretjino potiskane površine, izdelane so bile s tehniko lesoreza. Lastniki so letake ponosno obesili na domačo steno ali omaro. Priljubljene so bile podobe eksotičnih živali in nepoznanih predmetov in daljnih krajev. Najstarejši ilustrirani letak Donnerstein von Ensishein (1492), delo Sebastiana Branta, prikazuje udar meteorita, ki so ga razumeli kot simbol, naznanilo nesreče in opozorilo gospodi. 
V ospredju so naslednje teme: senzacije, čudeži, kriminalna dejanja (popisana v njihovi grobosti in obscenosti), naravne nesreče, človekovo spreobrnenje in poboljšanje, uteha oziroma tolažba duše, politične, vojaške novice in informacije (npr. pozivi sovražnim vojakom k vdaji). Ilustrirani letaki so bili prostor prvih karikatur. 
Propagandna brošura ima za razliko od letaka več kot eno stran. Propagandne brošure so predniki dnevnega časopisa, modernega zvezka romanov ali navodil za uporabo. Namenjene so bile razširjanju novic in sporočil ter v času družbenih sprememb, kot je bila npr. marčna revolucija, družbeni mobilizaciji. Letaki so se uspešno izogibali oblastni cenzuri. V času prve svetovne vojne so prinašali tudi protivojno sporočilo. 
Od reformacije naprej postane letak bolj politično obarvan. Služi kot sredstvo razlage, prikaza oziroma diskusije o verski vojni kot tudi o kmečkih vojnah, v 17. stoletju zlasti zaradi 30 letne vojne. Danes letaki nagovarjajo čim večje in nediferencirane množice in večinoma vsebujejo reklamna sporočila. 

### Zgodnji slovenski letaki
- Pesem od groze tega potresa, 1756
- Anton Tomaž Linhart: Fantji! en lep zvet je ta, kar kol lubesen da. S.l.: s.n., 1791. (COBISS)
- Filip Haderlap: Življenje strašnega nevsmiljenega morilca Janeza Cotarja, [...] ki je tri žene in dva otroka strašno in nevsmiljeno umoril. V Ljubljani: Kleinmayr & Bamberg,1882. (COBISS)
- O roparju in morilcu Tropman-u iz Pantina pri Parizu, glavnem mestu francozkem. Ljubljana: Pl. Kleinmayr & Bamberg, 1870. (COBISS)
- Popis o grozni morilki otrok, kakor se zgodilo v mestu Montoban-u na Francozkem leta 1870. Žalostna prigoda, ki se je dne 12. malega serpana 1868 na Dunaju prigodila, kjer je vdova, Avgusta Kaiser po imenu, sebi in troje svojim otrokom tudi svoji 70 let stari materi zavdala. Ljubljana: Pl. Kleinmayr & Bamberg, 1870. (COBISS)
- Volivci! Za deželnozborska kandidata Karol Pollak in Ivan Kregar./Več davkoplačevalcev. Ljubljana: Zadružna Tisk., 1901. (COBISS)
- Ob 20-letnici Jugoslavije. Napisi na Slovenski narodni šoli v Lokavcu na naši severni meji. S.l.: s.n., 1938. (COBISS)
- Slovenci v Ptuju! Ptuj: s.n., 1938. (COBISS)
- Albert Kramer, Ivan Pucelj: Vsem prijateljem in somišljenikom! Ljubljana: Nar. Tisk., 1939. (COBISS)
- Martin Kojc: Kojčev zasebni individualni življenjski pouk. Kojčeve knjige. S.l.: s.n., 1940. (COBISS)
- Slovenci in Slovenke! S.l.: s.n., 1940. (COBISS)
- Naj se nikoli ne pozabi! Ljubljana: s.n., 1942. (COBISS)
- Partizani! Ali že veste, kaj se je zgodilo z vašimi "tovariši" v zasedeni Italiji? S.l.: s.n., 1944. (COBISS)
- "Že zopet politika". Ljubljana: Salez. Tisk., 1944. (COBISS)
- Garje - srbečica [scabies]. Ministrstvo za narodno zdravje v Ljubljani. Ljubljana: F. Jereb, 1945. (COBISS)
- Josip Broz: Novoletna poslanica maršala Tita! Ljubljana: Deln. Tisk., 1946. (COBISS)
- 8. marec mednarodni ženski praznik. Ljubljana: Deln. Tisk., 1946. (COBISS)
- Pietro A. Buttitta: Letak ali sicilijansko maščevanje. Ljubljana: Državna založba Slovenije, 1969. (COBISS)

Precej letakov vsebuje tudi zbirka plakatov v Digitalni knjižnici Slovenije.

## Tipične značilnosti letakov
- enostavnost oziroma preprostost izdelave (npr. fotokopiranje) in razpečavanja (npr. trosenje)
- nizki stroški izdelave
- nezanesljivost oz. pristranskost informacije
- velike ilustracije
- velike naklade
- "pozivni" stavki, direktni nagovori bralca, vzkliki, zahteve, vprašanja, ki so postavljena bralcu (npr. Ali si tudi vi želite vitko postavo do poletja? Ali si tudi vi želite, da se za vami obračajo moški?), vpadljive besede
- vsebuje lahko tudi verze